# Strupkiw
Strupkiw (ukrainisch Струпків; russisch Струпков Strupkow, polnisch Strupków) ist ein Dorf in der westukrainischen Oblast Iwano-Frankiwsk mit etwa 1900 Einwohnern.
Am 12. Juni 2020 wurde das Dorf ein Teil neu gegründeten Siedlungsgemeinde Otynija; bis dahin bildete es zusammen mit den Dörfern Babjanka (Баб'янка) und Bodnariw (Боднарів) die Landratsgemeinde Strupkiw (Струпківська сільська рада/Strupkiwska silska rada) im Nordwesten des Rajons Kolomyja.

## Geschichte
Bei der Ersten Teilung Polens kam der Ort 1772 zum neuen Königreich Galizien und Lodomerien des habsburgischen Kaiserreichs (ab 1804).
Im Jahre 1900 hatte die Gemeinde Strupków 168 Häuser mit 1016 Einwohnern, davon 992 ruthenischsprachigen, 24 polnischsprachigen, 994 griechisch-katholischen, 17 israelitischen und 5 römisch-katholischen.
Nach dem Ende des Polnisch-Ukrainischen Kriegs 1919 kam die Gemeinde zu Polen. Im Jahre 1921 hatte sie 219 Häuser mit 1170 Einwohnern, davon 1141 Ruthenen, 24 Juden, vier Deutsche, ein Pole, 1137 griechisch-katholischen, 24 israelitischen, vier römisch-katholischen, vier evangelischen und einem anderen Christen.
Im Zweiten Weltkrieg gehörte der Ort zuerst zur Sowjetunion und ab 1941 zum Generalgouvernement, ab 1945 wieder zur Sowjetunion, heute zur Ukraine.

### Neudorf
Im Jahre 1842 wurde südlich des Dorfes die deutsche evangelische Kolonie Neudorf (polnisch Nowawieś bzw. Nowa Wieś) gegründet. Die Protestanten gehörten der Pfarrgemeinde Baginsberg in der Evangelischen Superintendentur A. B. Galizien an. In der Zwischenkriegszeit gab es eine Filialgemeinde der Gemeinde Kołomyja-Baginsberg in der Evangelischen Kirche Augsburgischen und Helvetischen Bekenntnisses in Kleinpolen, die im Jahr 1937 113 Mitglieder hatte.
Im Jahre 1900 hatte die Gemeinde Neudorf 31 Häuser mit 232 Einwohnern, davon 163 deutschsprachigen, 60 polnischsprachigen, 9 ruthenischsprachigen, 66 römisch-katholischen, 15 israelitischen 9 griechisch-katholischen und 142 anderen Glaubens.
Im Jahre 1921 hatte die Gemeinde Neudorf 24 Häuser mit 208 Einwohnern, davon 102 Deutschen, 95 Polen, 8 Juden, 3 Ruthenen, 107 evangelischen, 68 römisch-katholischen, 20 griechisch-katholischen, 13 israelitischen.
Die dann noch ansässigen Deutschen wurden 1940 infolge des Deutsch-Sowjetischen Grenz- und Freundschaftsvertrages umgesiedelt. Nach dem Zweiten Weltkrieg wurde die Kolonie vollständig zerstört.